# 亞當航空574號班機空難
亞當航空574號班機是由亞當航空运营的定期客运航班，來往印尼爪哇島的、雅加达、泗水和蘇拉威西島的万鸦老。2007年1月1日下午12時59分，一架波音737-400客机于印尼爪哇島泗水起飛，預定飛往蘇拉威西島万鸦老时，于途中失去联络，机上载有102人。
一度有消息傳出，在蘇拉威西島山區找到飛機殘骸，並且有12人生還，不過後來證實是誤傳，印尼空軍指揮官蘇仰度（Eddy Suyanto）也為此道歉。最後該飛機殘骸被尋獲，地點在蘇拉威西島外海，機上102人無人生還。这是涉及波音737-400型号飞机的最惨重空难。

## 飛機

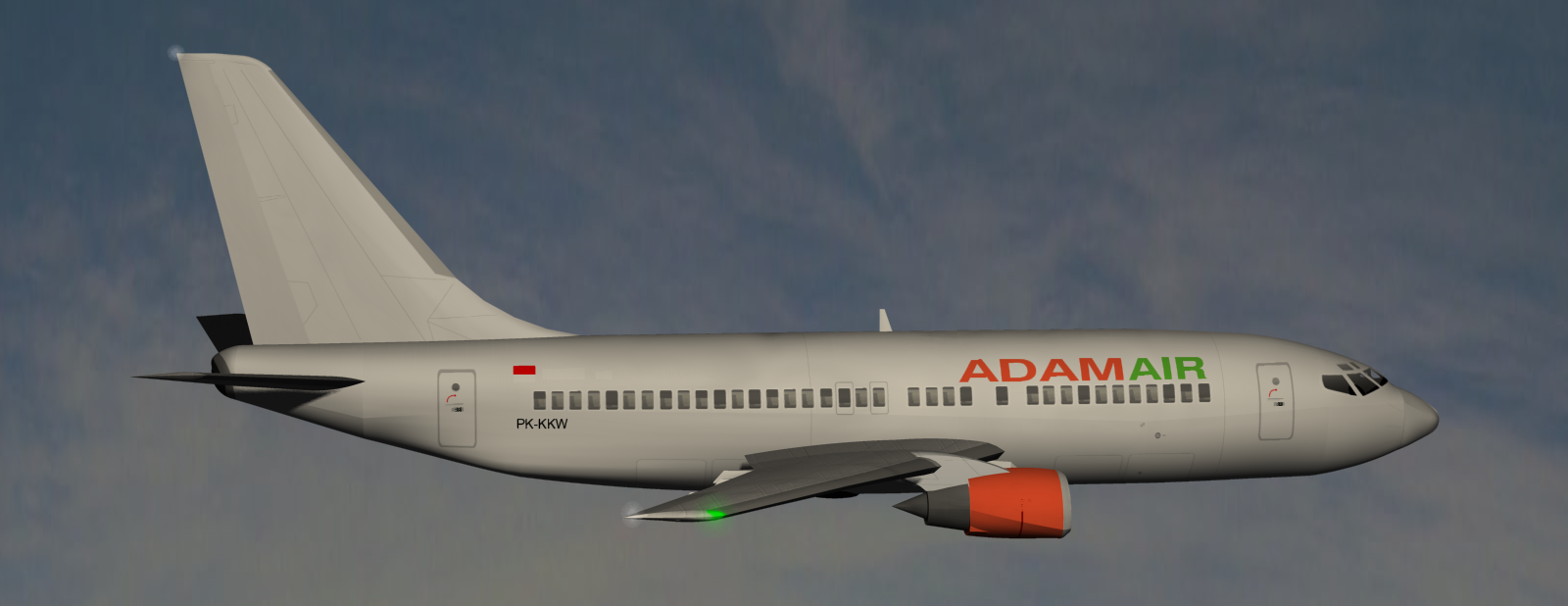
电脑模拟的亚当航空574号班机

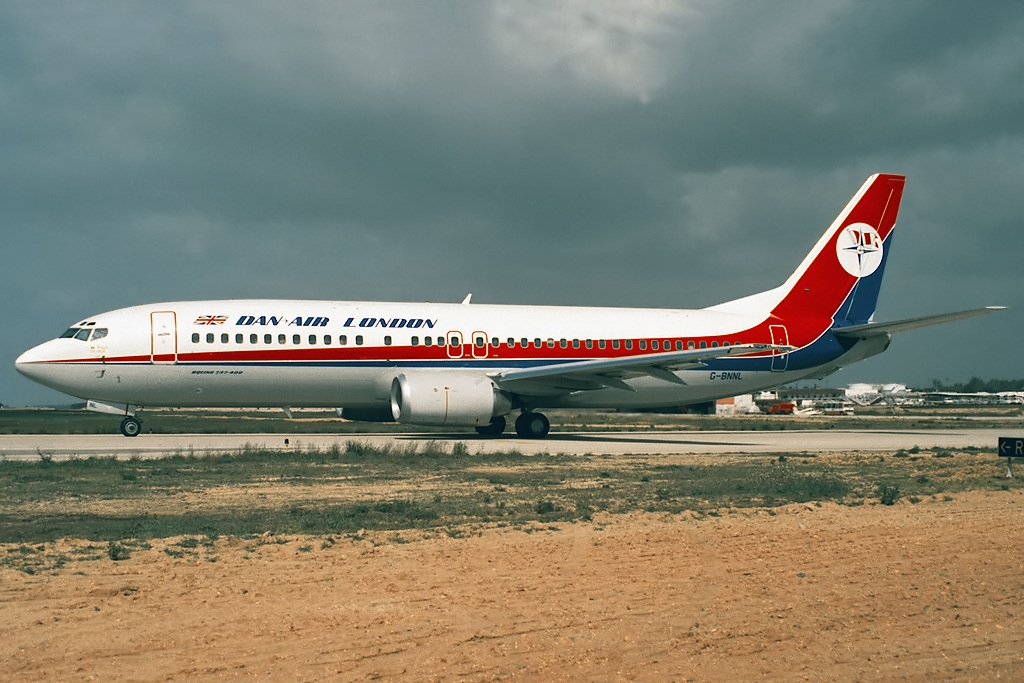
涉事客机于Dan-Air服役时，1989年摄于法鲁机场

涉事飛機是一架波音737-4Q8，注册编号为PK-KKW，製造於1989年1月11日，使用两具CFM56-3C1发动机。
在进入亞當航空公司之前，该飛機属于国际租赁财务公司（ILFC），并已在7家其他的航空公司服役過，分別為英国Dan-Air、英國航空、英国GB Airways、意大利National Jet Italia、富国西北银行（WFBN）、意大利Air One及南斯拉夫航空，使用過四個不同的登記號碼（PK-KKW在內）。飛機於出事前飛行了45,371小時，並於2005年12月25日取得了印尼運輸部的適航認證，并预计于2007年1月底再次检查飞机。

## 經過

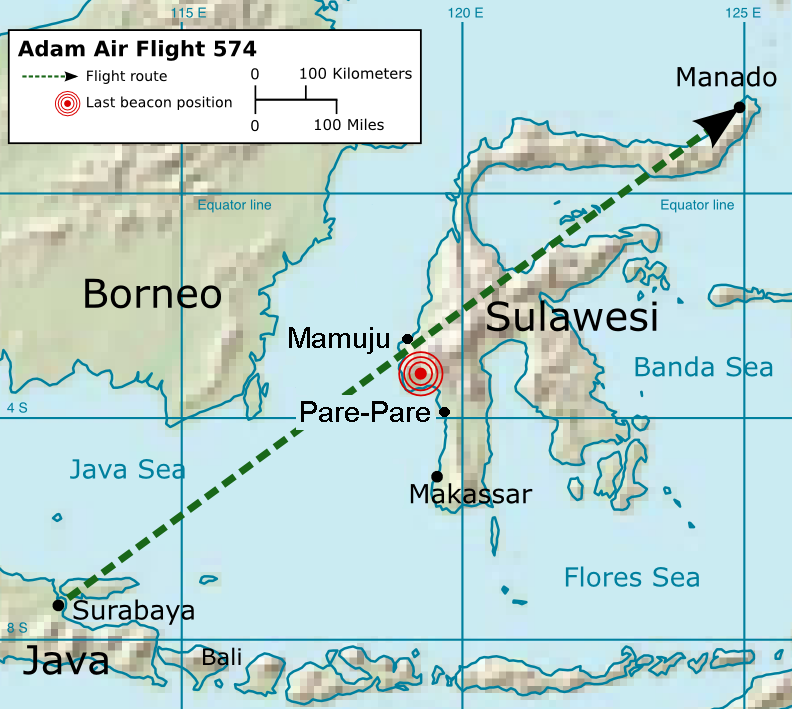
航班的预定飞行路线和坠机地点

當天的當地時間12時55分，這架飛機於泗水祝安达国际机场起飛。有96名乘客（85個成年人、7名兒童和4個嬰兒），主要是印尼國民；唯一的外國人是美國的一家三口。預定在三小時後，即當地時間下午16時正抵達万鸦老萨姆·拉图兰吉机场。但飛機於當地時間14時53分，於蘇拉威西島南部的馬卡薩的航空交通管制的雷達屏幕上消失。而一個新加坡的探測衛星，則探測到飛機最後的飛行高度位於35,000英尺（10,670米）。 
當時，該地區有暴風雨；雖然泗水機場曾給予警告，要求機員注意有關天氣情況。這架飛機於蘇拉威西島西部的望加錫海峽遇上時速達每小時70公里的側風，並在那裡改變航向向東，然後失去了聯繫。在最後的通話記錄中，飛行員報告說，側風來自左方，但航空交通管制聲稱風應該從右方而來。直至現在還不清楚這是否是事故原因，但它可能表明導航錯誤。
早前的報告指出，出事客機沒有發出求救信號，可能因為當時機組人員忙於應付緊急情況。

## 搜尋和搶救的努力

### 發現飛機殘骸的虛假報告
在班機失蹤初期，一度傳出墜毀地點位於蘇拉威西（Sulawesi）的多山區域，印尼空軍派出上百人員搜尋和搶救。然而，救援隊在初步確定的失事地點並沒有發現航空器的殘骸。2007年1月2日，印尼交通部長哈他·雷迦薩（Hatta Radjasa）證實此為誤傳。空軍司令蘇仰度為此誤傳道歉。

### 繼續搜尋
截止2007年1月7日，查尋和救援隊共有3600名成員。新加坡空軍向印尼政府提供一架波音737-200 Surveiller (一台軍用偵察機)，二架裝備有紅外線探测裝備的福克50飞机，與六架直升機協助搜尋。印度亦提供一架裝有超聲波探測器的軍用飛機和船以及兩架遙控潛艇協助搜尋。

### 尋獲飛機殘骸
班機在失踪10天後，飛機尾翼部分殘骸被尋獲，随後，當地電台報導，有更多残骸被衝上附近海岸，其中包括機艙座椅。
救援人员在飛機殘骸的附近海域發现一具女性屍體，但無法確定是失事飛機上的乘客。
印尼哈薩奴丁（Hasanuddin）空軍基地指揮官蘇炎托（Marshal Eddy Suyanto）告诉媒體，有渔民在蘇拉威西岛帕雷帕雷（ParePare）鎮南方8公里岸外，约300公尺的海域，發现了一塊金属物體。殘骸在送達搜救中心經调查後證實是失踪的亞當航空班機右尾翼部分残骸。
1月21日，即出事後20日，機上的黑盒被定位于海底，但由于打捞费用的支付问题，直到8月27日才被打撈並解讀。

## 相關記錄片
此次空難被攝製成空中浩劫第七季第七集『The Plane That Vanished』。

## 調查
2008年3月25日，調查裁定，飛機失事主因是機上的導航設備發生故障，導致其後機員一連串的判決失誤。
當飛機於35,000英尺巡航時，機員開始專注於處理機上的慣性導航系統故障。由於該儀器故障導致飛機偏離航道，機長更改了惯性导航系统模式，但更改模式卻導致飞机右侧（副驾驶侧）的姿态仪短暫停止運作。同时飞行员没有遵守飞机操作规定，在改变惯性导航模式时先让飞机平飞30秒以让系统适应新设定。这直接导致自动驾驶完全解除，但飞行员却没有在这之后手动驾驶飞机。由于副驾驶的姿态仪停止运作，飛行員未能及時發現飛機緩慢右轉，令飛機傾側角度過大並令機上警報響起。
儘管傾側角度達到100°，機鼻朝下達60°的姿態，飛行員依然沒有發現異樣，因此沒有及時修正機翼平衡及嘗試重新控制客機。機員未能及時發現飛機飛行姿態出現問題的原因，可能是他們專注於解決儀器問題，而且當時天氣惡劣，有暴風雨及雷暴，令機員沒法留意機外環境去判斷飛機當時的飛行姿態。這架飛機於通話中斷時，向下俯衝的速度達到接近音速的490節(907km/h)，超過了飛機的最大可操作速度(400節)。最後飛機在黑盒記錄結束前20秒，終於承受不了設計上限，而在墜海前解體，當時的調查結論是飛機已處於一個「無法恢復的嚴重狀態」。
而調查亦發現，機上的慣性導航系統的問題一直存在。雖然機員多番反映，可是亞當航空並無跟進。結果出事時，飛機的自動駕駛系統依據慣性導航系統給予的錯誤訊息，導致飛機嚴重偏離航道。
出事的亞當航空亦是調查對象。調查員發現出事的正副機長在處理574號班機的問題上，都有明顯的失誤。在接受調查的一些在職機師口中得知，航空公司並沒有提供相關的事故訓練。在當時，短短數年間連亞當航空在內有數十間廉價航空公司於印尼成立。這些航空公司為求降低成本，除了不提供免費餐飲、引進機齡老舊的飛機，更連機員訓練也欠奉，直接導致574號班機的機員在應付飛機一連串問題時，接連失誤。
亞當航空在事故後一直飽受批評，尤其在574號班機出事的僅僅一個月後的2月21日，亞當航空另一架波音737（亞當航空172號班機）也險些發生嚴重意外，更讓公司聲譽跌落谷底。
| 國籍            | 旅客人數 | 機組員人數 | 合計 |
| --------------- | -------- | ---------- | ---- |
| 印度尼西亞      | 93       | 6          | 99   |
| 美国            | 3        | 0          | 3    |
| 總計（2個國家） | 96       | 6          | 102  |

## 其他
- 閃光航空604號班機-與失事的574號班機幾乎完全相似的情況下墜毀。
- 法国航空447號班機同样因为飞入雷雨云导致飞机坠毁的事故。
- 歐盟將印尼籍的航空公司列入黑名單。

## 相關報導
1. ↑  印尼客機空難 90罹難12生還 （页面存档备份，存于）（台灣公視新聞）
2. ↑  烏龍！　印尼失蹤客機誤傳尋獲生還者　家屬心情三溫暖 （页面存档备份，存于）（台灣東森新聞）

## 外部連結
- National Transportation Safety Committee (Komite Nasional Keselamatan Transportasi)
  - （英文） Final report(（页面存档备份，存于）)
  - （英文） PUBLIC RELEASE OF FINAL REPORT – PK-KKW – FL DHI 574(（页面存档备份，存于）)
  - （印尼文） PEMBUKAAN PUBLIC RELEASE PK-KKW TGL 25 MARET 200(（页面存档备份，存于）)
- （英文） Airliners.net （页面存档备份，存于） 事故飛機照片